# Sant Andreu del Castell d'Oliana
Sant Andreu del Castell és una església del municipi d'Oliana inclòs en l'Inventari del Patrimoni Arquitectònic de Catalunya.

## Descripció
Església del castell situada al costat de les ruïnes de l'antiga població d'Oliana, ubicada en un lloc elevat, a la vora del Segre.
És d'una sola nau trapezoïdal amb els murs convergents vers l'absis semicircular, lleugerament ultrapassat. La coberta de la nau és de volta de canó reforçada per tres arcs doblers i la de l'absis és de quart d'esfera. A l'exterior, destaca l'absis, bastant alt degut al desnivell del terreny, amb arquets cecs de tipus llombard separats per lesenes i una finestra de doble esqueixada. Una altra obertura de característiques similars es troba al mur de migdia, entre l'absis i el campanar. Les dues portes d'accés es troben al mur de tramuntana, on també hi ha dos contraforts atalussats. Al costat de migdia, s'aixeca el campanar de torre de planta quadrada. A la part superior d'aquesta hi ha dos pisos que sobresurten per damunt de la coberta de la nau amb una finestra a cada costat en cadascun dels trams, l'últim dels quals aixecat en la restauració dels anys 80. A partir d'aquesta alçada la torre-campanar resta escapçada. El parament mural és a base de petites pedres sense desbastar. Tant al campanar com a l'absis s'hi veuen forats de bastida.
Tenia com a altar un cippus romà (avui al Museu Diocesà de Solsona), que contenia una lipsanoteca de vidre verd segellada amb l'anell del bisbe Eribau d'Urgell; dins la lipsanoteca hi havia, a més d'algunes relíquies, el pergamí original de la consagració del 1032.

## Notícies històriques
Es pensa que aquesta església fou la matriu de la posterior parròquia, és a dir, feia les seves funcions fins que la substituí l'actual parròquia. Estava dedicada també a Sant Andreu però popularment se la coneix com el castell. Es consagra el 1032 però la major part de la construcció és del s. XII.
Oliana era una de les nou poblacions que el rei Jaume I havia de salvar dels Cabrera per a Aurembiaix d'Urgell segons el pacte de Lleida i en les que es reservava la seva potestat. És en ser repartits els béns de la casa d'Urgell, el castell i la vila d'Oliana foren transfeits a Antoni de Cardona i de Luna, senyor de Maldà. Al anar-se configurant la població al nucli que avui és el principal, perdé importància el nucli del castell.
Es reobre al culte el 1977.